# Ishwardi flygplats
Ishwardi flygplats är en flygplats i Bangladesh. Den ligger i den centrala delen av landet, 150 km väster om huvudstaden Dhaka. Ishwardi flygplats ligger 13 meter över havet.
Terrängen runt Ishwardi flygplats är mycket platt. Närmaste större samhälle är Ishurdi, 3,1 km sydost om Ishwardi flygplats.
Trakten runt Ishwardi flygplats består till största delen av jordbruksmark. Runt Ishwardi flygplats är det mycket tätbefolkat, med 1 463 invånare per kvadratkilometer.